# Томпсон Манн
Томпсон Манн (англ. Thompson Mann, 1 грудня 1942 — 4 квітня 2019) — американський плавець.
Олімпійський чемпіон 1964 року.